# Lander, Wyoming
Lander är en stad (city) i centrala delen av delstaten Wyoming i USA och huvudort i Fremont County. Staden hade 7 487 invånare vid 2010 års folkräkning och utgör en självständig kommunal enhet under Wyomings delstatslag.

## Historia
Lander var tidigare känt som i tur och ordning Pushroot, Fort Brown och Fort Auger, innan staden fick sitt nuvarande namn. Den döptes till Lander efter nordstatsgeneralen Frederick W. Lander (1821–1862), som även var en känd utforskare av den amerikanska kontinentens inre och först kartlade Lander Cutoff på Oregon Trail. 1868 etablerades Wind Rivers indianreservat i området norr om staden, och fram till 1871 fungerade Fort Auger som högkvarter för reservatet. Några miles sydost om staden vid dagens U.S. Route 287 finns Wyomings första oljekälla från omkring 1884. Staden blev en självständig kommunal enhet 1890.
1 oktober 1906 fick staden järnvägsanslutning som ändstation på "Cowboy Line" på Chicago and North Western Railway, vilket senare gav upphov till stadens slogan "where rails end and trails begin." Järnvägen planerades ursprungligen som en transkontinental förbindelse till Coos Bay, Oregon eller Eureka, Kalifornien, men sträckan vidare västerut byggdes aldrig, så Lander förblev ändstation. Järnvägstrafiken lades ned 1972.
Lander är platsen för världens första rodeo för betalande publik, som fortfarande idag årligen hålls i samband med stadens fjärde juli-firande.

## Utbildning
Lander är säte för Wyomings enda privata högre akademiska institution, Wyoming Catholic College. Colleget är ett liberal arts college som verkar i katolsk tradition med utgångspunkt i västerländsk litterär kanon. Colleget hade 185 studenter hösten 2019, med 19 anställda lärare.
I staden finns även huvudcampus för National Outdoor Leadership School, en yrkeshögskola med utbildningar inom bland annat miljövård, ledarskap och vildmarksfärdigheter.